# Харьковский государственный театр революции
Харьковский государственный театр революции, действовал в 1931—1937 годах, как экспозитура Всеукраинского союза пролетарских писателей, направленная против «Березоля».
Создан из актеров Одесского Театра Революции, харьковских театров и Киевского Театра им. И. Франко, под художественным руководством М. Терещенко (лит. руководитель — И. Микитенко; декораторы — А. Петрицкий и Б. Косарев; композиторы — М. Верикивский и Б. Яновский; балетмейстер — П. Вирский и др.). Известные актеры: Ю. Шумский, В. Варецкая, М. Дикова, П. Столяренко-Мурата, В. Сокирко, В. Маслюченко, П. Михневич и др. В репертуаре театра были пьесы И. Микитенко («Маруся Шура», «Соло на флейте», «Девушки нашей страны»), И. Кочерги («Часовщик»), А. Афиногенова («Страх») и других российских и мировых драматургов.
В 1937 году после ликвидации «Березоля», Харьковский государственный театр революции был объединен с Харьковским театром рабочей молодежи под названием Харьковский Театр им. Ленинского комсомола. В 1940 году переведен на Буковину под новым названием Черновицкий украинский музыкально-драматический театр имени Ольги Кобылянской.